# Samurai Sentai Shinkenger
Samurai Sentai Shinkenger (侍戦隊シンケンジャー Samurai Sentai Shinkenjā?) (traducido como Escuadrón Samurái Shinkenger) es el título de la 33.ª temporada de la longeva franquicia Super Sentai Series, producida por Toei Company y emitida en TV Asahi del 15 de febrero de 2009 al 7 de febrero de 2010, constando de 49 episodios.

## Argumento

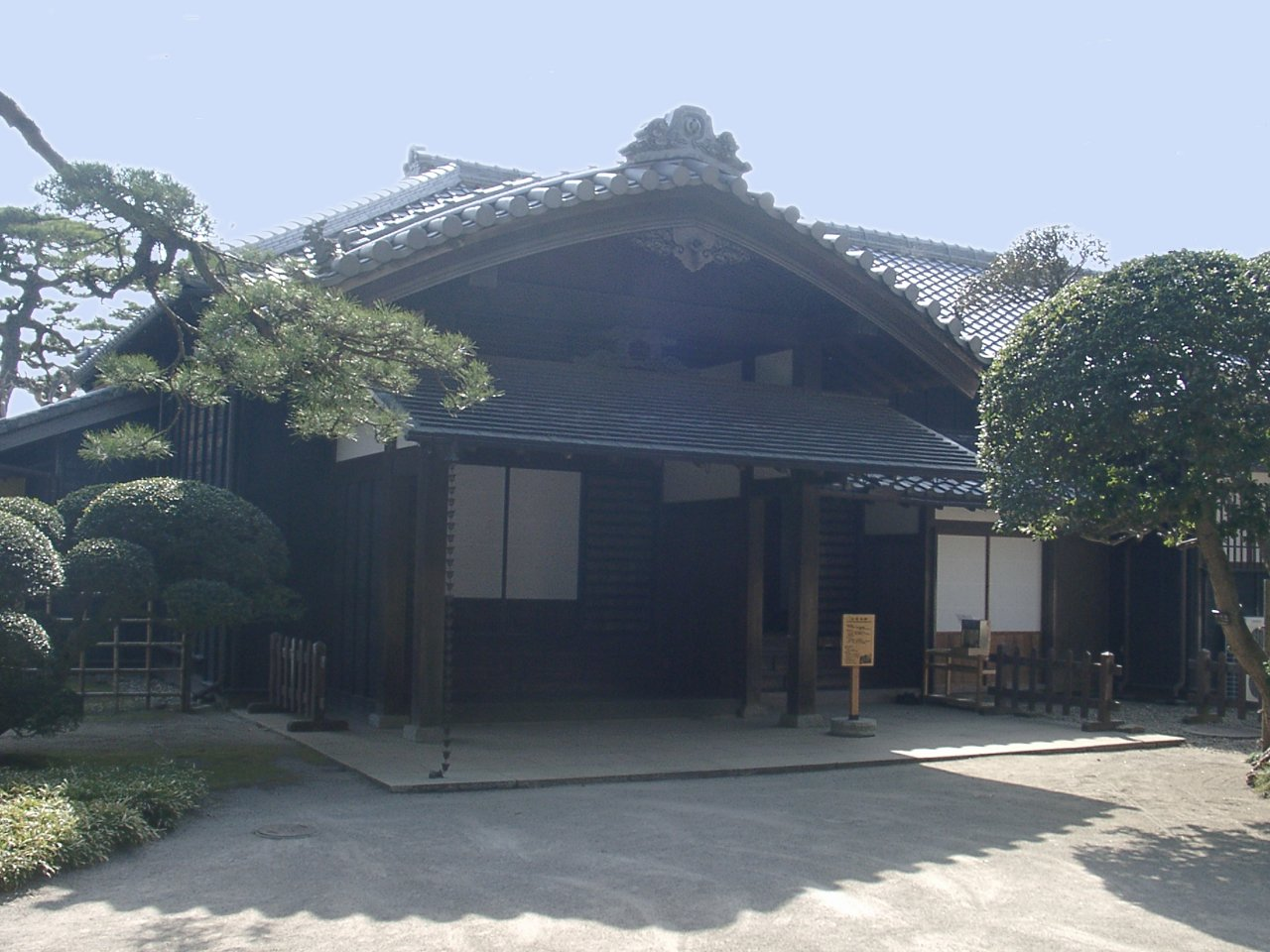
La histórica mansión del clan Hotta es el decorado de la Casa Shiba en la serie.

Desde hace 18 generaciones, los samuráis de la Casa Shiba han luchado contra los malignos Gedōshu, unos espíritus diabólicos que entran al mundo de los vivos a partir de grietas entre edificios y otras estructuras. Ahora, Takeru Shiba, el líder más joven del clan Shiba, debe reunir a sus cuatro vasallos como los Shinkengers, para luchar contra los Gedōshu, gobernados por el resucitado Dōkoku Chimatsuri. Sin embargo, tras unírseles un amigo de la infancia de Takeru, Genta, los vasallos descubren poco a poco que hay una razón para la forma de actuar de Takeru que le diferencia del resto de sus ancestros.

## Personajes

### Shinkenger
Los Shinkenger (シンケンジャー Shinkenjā?) llevan protegiendo el mundo desde hace 18 generaciones de los Gedōshu, unos demonios provinientes del Río Sanzu. El lema del equipo es "¡El equipo Samurai autorizado por la providencia!"
- Takeru Shiba (志葉 丈瑠 Shiba Takeru?)/Shinken Red (シンケンレッド Shinken Reddo?): El Samurai del Fuego (火の侍 Hi no Samurai?) es un joven descendiente de señores feudales, a quien sus vasallos y sirvientes llaman Señor (殿 Tono?). Fue criado desde niño por Hikoma Kusakabe para ser el 18.º líder de la Casa Shiba después de que su padre le entregara el Shishi Origami. Su educación le hizo crear una máscara para parecer muy arrogante y orgulloso ante los otros, afirmando que nadie podía igualar su fuerza y grandeza, al tiempo que se mantenía frío en cualquier situación. Aunque se mostraba reacio de tener vasallos luchando a su lado, ya que no quería que nadie más llevara esa carga, les permitió participar tras darle la elección de echarse atrás o convertirse en Shinkenger, pero porque ellos quisieran, no porque él les necesitara, y siempre que se comprometieran a acabar su misión hasta el último detalle. Para cuando Genta llega, esa máscara ya se ha caído, ya que para entonces se pregunta qué es lo que realmente le hace a él fuerte. Aunque a veces parezca lo contrario, Takeru se preocupa muchísimo por sus vasallos, y cuando llega Genta, se muestra mucho más abierto hacia ellos, pese a ser un guerrero formidable y el más poderoso y cualificado del equipo es un hombre de poco mundo, conociendo poco o nada de lo que hacen los jóvenes de su edad para divertirse, algo en lo que sus compañeros le ayudarán a descubrir .[2]
- Ryūnosuke Ikenami (池波 流ノ介 Ikenami Ryūnosuke?)/Shinken Blue (シンケンブルー Shinken Burū?): El Samurai del Agua (水の侍 Mizu no Samurai?) es un joven que renunció a convertirse en actor kabuki para responder a la llamada de servir a la Casa Shiba. Por la educación de sus padres, es extremadamente entusiasta, y se toma su papel como vasallo de Takeru muy en serio. Su feroz lealtad y entusiasmo provocan muchas situaciones cómicas. Está dedicado en cuerpo y alma a su papel como vasallo de Takeru y sigue un entrenamiento diario rigurosa y meticulosamente autoplanificado. Si alguna vez cometiera un error frente a su señor, Ryūnosuke se castigará a sí mismo severamente: una vez se quedó debajo de una fuente pública suplicando perdón. También es el ingeniero detrás de muchas de las combinaciones Samurai, descubriendo como combinar los Origamis en Tenku-Shinkenoh y después en Samuraihaoh. Al principio se muestra poco receptivo hacia Genta, a quien llama en una ocasión "aspirante" a samurái. Ryūnosuke es probablemente el más cercano en términos de habilidad a Takeru, igualándole en ocasiones. Así, es el que típicamente lidera a los otros vasallos en ausencia de Takeru. También respeta la habilidad de Chiaki para improvisar, aunque su comportamiento gandul suele ponerle de los nervios. Aun así, los dos trabajan bien en equipo.[3]
- Mako Shiraishi (白石 茉子 Shiraishi Mako?)/Shinken Pink (シンケンピンク Shinken Pinku?): La Samurai del Aire (天の侍 Ten no Samurai?) es una muchacha de gran voluntad que lucha por sus ideales. Le encantan los niños y trabajaba en una guardería antes de convertirse en Shinkenger. Cuando era pequeña, su infancia se truncó cuando sus padres se mudaron a Hawái sin avisar y la dejaron al cuidado de su abuela, quien la instruyó en las técnicas del bushidō. Chiaki y Kotoha la ven los dos como una hermana mayor, Chiaki incluso se dirige a ella de esta forma. Aunque es una cocinera horrorosa, y ninguno puede digerir sus platos (Kaoru es la única que puede digerir lo que cocina), Mako se esfuerza al máximo para alcanzar su sueño de convertirse en una buena esposa y madre.[4]
- Chiaki Tani (谷 千明 Tani Chiaki?)/Shinken Green (シンケングリーン Shinken Gurīn?): El Samurai de la Madera (木の侍 Ki no Samurai?), es un rebelde arrogante, egoísta, irresponsable y holgazán. Al principio, no tiene interés en convertirse en vasallo de Takeru, y suele chocar con él. La única razón por la que aceptó trabajar con él fue porque pensó que sería divertido, y porque quería proteger a la gente. A pesar de sus defectos, es un gran estratega, y acaba respetando a Takeru como rival cuando se da cuenta de los límites de sus propias habilidades, deseando sobrepasar en habilidad a Takeru algún día. Chiaki perdió a su madre a muy corta edad, y fue criado en solitario por su padre, quien sembró en él la semilla de su interés por las artes marciales. Sus habilidades de estrategia y de planificar ataques sorpresa son grandes a pesar de no tener entrenamiento formal, gracias a su imaginación y espíritu libre.[5]
- Kotoha Hanaori (花織 ことは Hanaori Kotoha?)/Shinken Yellow (シンケンイエロー Shinken Ierō?): La Samurai de la Tierra (土の侍 Tsuchi no Samurai?) es una chica gentil y torpe que trabajaba en una tienda de bambú y habla con acento de Kioto. Muy llorona de pequeña, está muy cercana a su hermana mayor, Mitsuba, que se había entrenado para ser Shinken Yellow. Cuando Mitsuba enfermó y no pudo servir como vasalla de Takeru, Kotoha la sustituyó. Siente mucho respeto hacia Takeru y quiere ayudarle de cualquier forma posible. Tiene muy poca confianza en sí misma; cree de verdad que es estúpida, y afirma que lo único que se le da bien es la esgrima y tocar la flauta y, a pesar del cariño de sus compañeros hacia ella, suele pensar que es una carga para ellos. Idolatra a Mako y se esfuerza por parecerse más a ella. Kotoha suele pensar que si Mitsuba no hubiera enfermado, los Shinkenger en conjunto hubieran sido mucho más fuertes.[6]
- Genta Umemori (梅盛 源太 Umemori Genta?)/Shinken Gold (シンケンゴールド Shinken Gōrudo?): El Samurai de la Luz (光の侍 Hikari no Samurai?) es el hijo de un cocinero de sushi que desapareció misteriosamente antes del comienzo de la serie, y un amigo de la infancia de Takeru. De niño, solía entrometerse en el entrenamiento de Takeru, lo que enfurecía a Hikoma. Genta prometió ayudar a Takeru a convertirse en samurái, y a cambio, Takeru le confió el Ika Disk. Años más tarde, ha heredado el puesto de sushi de su padre, y ha desarrollado su propio dispositivo electrónico de transformación, introduciendo los kanjis necesarios por teclado. Los otros Shinkenger al principio sospechan de Genta, hasta que hace su presentación formal como Shinken Gold. Aunque Takeru al principio se muestra reacio, acaba permitiendo a Genta cumplir su promesa y unirse al equipo. Genta se considera el mejor amigo de Takeru, a pesar de que sus personalidades son completamente opuestas: Genta es tan hiperactivo y expresivo como Takeru es reservado y estoico.
- Kaoru Shiba (志葉 薫 Shiba Kaoru?)/Princesa Shinken Red (姫シンケンレッド Hime Shinken Reddo?): Es la verdadera 18.ª líder de la Casa Shiba, una posición que Takeru estaba llevando como suplente. Sus vasallos y sirvientes se refieren a ella como Princesa (姫 Hime?). Como líder de la Casa Shiba, Kaoru es quien posee el conocimiento del Carácter Sellador (封印の文字 Fūin no Moji?), también conocido como Sello Gedō (外道封印 Gedō Fūin?), un Modikara transmitido de generación en generación de la familia Shiba (el kanji es ficticio, pero se compone de los kanjis "Puerta" (門 Mon?), "Sub-" (亞 A?), "Espada" (剣 Ken?) y "Llama" (炎 Honō?)). Por eso, permaneció escondida mientras Takeru actuaba como su "kagemusha", para mantener a los Gedōshu lejos de ella. Cuando se cansó de vivir escondida, aprendió el Carácter Sellador para derrotar a los Gedōshu y asumir sus derechos de nacimiento. A pesar de que es amable y es fácil trabajar con ella, subestima la dedicación de los vasallos a Takeru, y cuando se hiere al intentar usar el Carácter Sellador, adopta a Takeru y le lega sus derechos de nacimiento para permitirle liderar a los Shinkenger en la batalla contra Dōkoku.

### Aliados
- Hikoma Kusakabe (日下部 彦馬 Kusakabe Hikoma?): Es el criado y guardián de Takeru, y también sirve como mentor de los Shinkenger cuando los Gedōshu reviven. Los Shinkenger le llaman afectuosamente "Jī" (ジ?) (traducido como "anciano" o "samurai"). Su relación con Takeru y sus vasallos va haciéndose más profunda con el tiempo, toma mucho cuidado para asegurarse de que estén seguros y listos para luchar, y les proporciona información y armas. Aunque Genta suele ponerle de los nervios, Hikoma reconoce las habilidades del joven con Modikara, y al final acaba aceptándole y conectando con él. Como Mako, le gusta escuchar a la gente y suele ayudar a los vasallos con sus problemas personales. Aunque no suele tomar las armas él mismo, su "batalla" es asegurarse de que Takeru y sus vasallos estén a salvo y que siempre tengan un lugar al que puedan regresar.[7]

### Arsenal
- Shodō Phone (ショドウフォン Shodō Fon?): Es el dispositivo de transformación de los Shinkenger, con la apariencia de un teléfono móvil. Tras usar el comando "¡Un trazo, reporte imperial!" (一筆奏上! "Ippitsu Sōjō!"?), usan el Brush Mode (筆モード Fude Mōdo?) que sale del dispositivo para dibujar en el aire el Mojikara que les representa. Después lo hacen girar y forma el traje a su alrededor. También se usa para invocar a los Origami y combinarlos en Samurai Giants. Sirve también para invocar otros objetos usando el kanji adecuado y siempre que se trace en el orden correcto.
- Shinkenmaru (シンケンマル?): Es el arma básica de los Shinkenger. Se activa con uno de los Hidden Disks (秘伝ディスク Hiden Disuku?) de un compartimento de los cinturones y colocándolo en la empuñadura a modo de protector. Girando ese disco, actúa a modo de praxinoscopio y activa el poder correspondiente al disco concreto.
  - Common Disk (共通ディスク Kyōtsū Disuku?): El disco que permite a los Shinkenger acceder a sus armas personales.
  - Shishi Disk (獅子ディスク Shishi Disuku?): El disco personal de Shinken Red, que le permite potenciar su Shinkenmaru.
  - Ryū Disk (龍ディスク Ryū Disuku?): El disco personal de Shinken Blue, que le permite potenciar su Shinkenmaru.
  - Kame Disk (亀ディスク Kame Disuku?): El disco personal de Shinken Pink, que le permite potenciar su Shinkenmaru.
  - Kuma Disk (熊ディスク Kuma Disuku?): El disco personal de Shinken Green, que le permite potenciar su Shinkenmaru.
  - Saru Disk (猿ディスク Saru Disuku?): El disco personal de Shinken Yellow, que le permite potenciar su Shinkenmaru.
  - Hidden Shield Disk (秘伝シールドディスク Hiden Shīrudo Disuku?): Un disco que permite el control de los Origami y Samurai Giants y carga el Daishinken.
  - Raigeki Disk (雷撃ディスク Raigeki Disuku?): Un disco que permite a Shinken Red ejecutar ataques basados en el trueno.
  - Kabuto Disk (兜ディスク Kabuto Disuku?): El disco secundario de Shinken Green, que le permite invocar al Kabuto Origami.
  - Kajiki Disk (舵木ディスク Kajiki Disuku?): El disco secundario de Shinken Blue que le permite invocar al Kajiki Origami.
  - Tora Disk (虎ディスク Tora Disuku?): El disco secundario de Shinken Red, que le permite invocar al Tora Origami.
  - Sushi Disk (寿司ディスク Sushi Disuku?): El disco personal de Shinken Gold.
  - Ika Disk (烏賊ディスク Ika Disuku?): El disco secundario de Shinken Gold, que le permite invocar al Ika Origami. En su infancia, Takeru se lo quitó a Hikoma en secreto y se lo regaló a Genta.
  - Ebi Disk (海老ディスク Ebi Disuku?): El tercer disco de Shinken Gold, que le permite invocar el Ebi Origami.
  - Super Disk (スーパーディスク Sūpā Disuku?): Permite al usuario transformarse en Super Shinkenger.
  - Kyōryū Disk (恐竜ディスク Kyōryū Disuku?): Permite a Shinken Red convertir el Shinkenmaru en el Kyōryūmaru, convertirse en Hyper Shinken Red e invocar al Kyōryū Origami.
  - Kogeki Disk (攻撃ディスク Kōgeki Disuku?): Un disco para DaiGoyō, que le permite atacar.
  - Sukedachi Disk (助太刀ディスク Sukedachi Disuku?): Otro disco para DaiGoyō, que le permite acceder a su forma mecha.
  - Ushi Origami Disk (折神獣ディスク Origami Jū Disuku?): Permite al usuario invocar el Ushi Origami.
  - Final Mysterious Disk (最終奥義ディスク Saishū Ōgi Disuku?): Activa el Mōgyū Bazooka.
  - Shiba House Disk (志葉家ディスク Shiba-ke Disuku?): Un disco con el Mojikara de la Casa Shiba que creó Kaoru, permite crear Mojikaras más poderosos.
- Rekka Daizantō (烈火大斬刀?): Es el arma personal de Shinken Red. Tiene el modo estándar Daizantō Mode (大斬刀モード Daizantō Mōdo?), con apariencia de zanbatō, el modo pistola Ōzutsu Mode (大筒モード Ōzutsu Mōdo?), que puede llevar los Hidden Disks personales del equipo para disparar varios ataques dependiendo del disco adicional que se use.
- Water Arrow (ウォーターアロー Wōtā Arō?): Es el arma personal de Shinken Blue, un yumi.
- Heaven Fan (ヘブンファン Hebun Fan?): Es el arma personal de Shinken Pink, un fan.
- Wood Spear (ウッドスピア Uddo Supia?): Es el arma personal de Shinken Green, un yari.
- Land Slicer (ランドスライサー Rando Suraisā?): Es el arma personal de Shinken Yellow, un shuriken.
- Sushi Changer (スシチェンジャー Sushi Chenjā?): El dispositivo de transformación de Shinken Gold, que desarrolló él mismo tras analizar el Disco Ika. Tras usar el comando "¡Presentación Consistente!" (一貫献上! "Ikkan kenjō!"?), en modo Shari coloca el Sushi Disken la parte trasera del dispositivo. Colocando otros Hidden Disks, puede invocar a sus Origami.
- Sakanamaru (サカナマル?): Es el arma principal de Shinken Gold, un tantō con forma de pescado.
- Inrōmaru (インロウマル?): Es el dispositivo que permite a los Shinkenger transformarse en Super Shinkenger. Normalmente lo usa Shinken Red, aunque los otros, salvo Shinken Gold, también lo pueden usar y lo han usado ocasionalmente.
- Super Shinkenmaru (スーパーシンケンマル Sūpā Shinkenmaru?): Es la combinación del Shinkenmaru y el Inrōmaru.
- Kyōryūmaru (キョウリュウマル?): Es una Shinkenmaru que usaron el primer Shinken Red y ahora Takeru en forma de Hyper Shinken Red. Su hoja puede extenderse a grandes distancias.[8]
- Mōgyū Bazooka (モウギュウバズーカ Mōgyū Bazūka?): Es un arma con la forma de Ushi Origami. Recibe su energía del Final Mysterious Disk, y puede crecer para que la use MogyuDaiOh como arma.
- Super Mōgyū Bazooka (スーパーモウギュウバズーカ Sūpā Mōgyū Bazūka?): Es la combinación del Mōgyū Bazooka y la Super Shinkenmaru.

### Mechas
Los Shinkenger controlan unos mechas vivientes llamados Origami (折神?). Los cinco Origami principales se mantienen normalmente en Emblem Mode (エンブレムモード Enburemu Mōdo?) hasta que asumen el Animal Mode (アニマルモード Animaru Mōdo?) para luchar con sus amos. Entonces crecen a tamaño gigante y los Shinkenger pueden controlarlos con sus Shinkenmarus como palancas de control.
- ShinkenOh (シンケンオー Shinken'ō?): Es el robot gigante fruto de la combinación de los cinco Origami principales. .[10]
  - Shishi Origami (獅子折神 Shishi Origami?): El león Origami de Shinken Red.[11]
  - Ryū Origami (龍折神 Ryū Origami?): El dragón chino Origami de Shinken Blue.[12]
  - Kame Origami (亀折神?): La tortuga marina Origami de Shinken Pink.[13]
  - Kuma Origami (熊折神?): El oso Origami de Shinken Green.[14]
  - Saru Origami (猿折神?): El mono japonés Origami de Shinken Yellow.[15]
- DaiTenkū (ダイテンクウ Daitenkū?): Fruto de la combinación de los tres Origami de apoyo, Kabuto, Kajiki y Tora.[16]
  - Kabuto Origami (兜折神?): Un escarabajo hércules Origami, de color naranja e invocado con el Kabuto Disk.[17]
  - Kajiki Origami (舵木折神?): Un marlin Origami de color cyan, invocado con el Kajiki Disk.[18]
  - Tora Origami (虎折神?): Un tigre blanco Origami invocado a partir del Tora Disk.[19]
- IkaTenku Buster (イカテンクウバスター Ikatenkū Basutā?): Es la combinación de Kabuto, Kajiki, Tora e Ika, que sirve como cañón y plataforma para otros Samurai Gigante y usarla de arma. Por la potencia del Modikara que se usa para crearla, solo se puede disparar una vez por batalla.[20]
  - Ika Origami (烏賊折神?): Un calamar Origami de color violeta y blanco, que vive en un acuario en el puesto de sushi de Genta.[21]
- Ebi Origami (海老折神?): La langosta Origami de Shinken Gold, creada por Genta. Al principio no tiene vida porque no tiene suficiente Modikara, hasta que los otros Shinkenger la infunden vida con su Modikara. Cuando no entra en batalla, vive en el acuario de Genta.[22]
- Daikaiō (ダイカイオー Samurai Kyojin Daikaiō?): Es un robot gigante formado a partir de la transformación de Ebi Origami.[23] Posee cuatro modos de funcionamiento basados en los cuatro puntos cardinales.
  - Daikaiō Higashi (ダイカイオーヒガシ Daikaiō Higashi?): El modo por defecto, basado en el Este. Tiene el rostro rojo, y usa las pinzas de sus hombros como arma.[24]
  - Daikaiō Nishi (ダイカイオーニシ Daikaiō Nishi?): Es el modo de defensa, basado en el Oeste. Tiene el rostro verde y usa un fan de hierro para detener los ataques.[25]
  - Daikaiō Minami (ダイカイオーミナミ Daikaiō Minami?): Está basado en el Sur y tiene el rostro azul. Usa dos katanas como armas.[26]
  - Daikaiō Kita (ダイカイオーキタ Daikaiō Kita?): Está basado en el Norte, y se puede combinar con Ika Origami para formar a Ika-Daikaioh (イカダイカイオー Ika-Daikaiō?), con el rostro amarillo.[27]
- Kyōryū Origami (恐竜折神 Kyōryū Origami?): Un dinosaurio Origami de color carmesí y negro y de grandes dientes.[8]
- MōgyūDaiOh (モウギュウダイオー Samurai Kyojin Mōgyūdaiō?): Es un robot gigante fruto de la transformación de Ushi Origami.[28]
  - Ushi Origami (牛折神?): Un enorme buey Origami rojo que tira de un enorme gissha.[Notas 2] Fue el primer Origami creado por casualidad hace tres siglos por los habitantes del monte Tsunobue, pero por un exceso de Modikara, no podía ser controlado y le sellaron en la montaña hasta que se creó el Disco Ushi en la actualidad. Una vez recuperó la cordura, Shinken Red lo incorporó al grupo.[29]
- Tenku-Shinkenoh (テンクウシンケンオー Tenkū Shinken'ō?): Fruto de la combinación de ShinkenOh y DaiTenkū.[30]
- Daikai-ShinkenOh (ダイカイシンケンオー Daikai-Shinken'ō?): Fruto de la combinación de ShinkenOh y DaikaiOh.[31]
- DaiGoyō (ダイゴヨウ Daigoyō?): Es un robot que creó Genta, infundiéndole Modikara electrónico para poder luchar con él cuando le necesitara. Llama su creador "Jefe" (親分 oyabun?).[32]
  - Shinken DaiGoyō (シンケンダイゴヨウ Shinken Daigoyō?): Combinación de DaiGoyō con Ryu, Kuma, Saru, y Kame Origami.[33]
- SamuraiHaOh (サムライハオー Samuraihaō?): Es la combinación de los once Origami salvo Kyōryū Origami. Por su inmenso tamaño, no puede moverse por sí mismo, y necesita el gissha de Ushi Origami para hacerlo.[34]
- Kyōryū SamuraiHaOh (キョウリュウサムライハオー Kyōryū Samuraihaō?): Es la combinación definitiva de los doce Origami.

### Gedōshu
Los Gedōshu (外道衆 Gedōshū?) son espíritus malignos que surgen como resultado de las almas llenas de pecados que entran en el río Sanzu, en la tierra de los muertos. Los Gedōshu mantienen su existencia desdichada con el agua del Sanzu, y para mantener el nivel del río, entran constantemente en el mundo humano con la intención de sembrar el caos y así alimentar el río con las emociones negativas de los humanos. Si un Gedōshu pasa demasiado tiempo en el mundo humano, comienza a secarse, y se petrifica si no regresa al Sanzu. Condenados a permanecer en un estado entre la vida y la muerte, un Gedōshu solo puede liberarse de su existencia si se le destruye para que pase a una segunda vida, o si logra liberarse del sufrimiento que le condenó originalmente.
- Dōkoku Chimatsuri (血祭 ドウコク Chimatsuri Dōkoku?): Es el líder de los Gedōshu, armado con la Shōryū Bakuzantō (昇竜抜山刀?), la Kōryū Gaiseitō (降竜蓋世刀?) y el poder de sellar a otros Gedōshu. Está en un constante estado de furia, originalmente interminable hasta que oyó el sonido del shamisen de Usuyuki, obsesionándose con ella. Luchó contra los antiguos Shinkenger de la Casa Shiba, tomándose como meta eliminar completamente a la Casa Shiba para que nadie pueda detenerle. Sin embargo, mientras luchaba contra el 17.º líder de la Casa Shiba, fue sellado mientras el anterior Shinken Red moría. Este sello estaba incompleto, y Dōkoku pudo revivir para la siguiente generación. Para cumplir su objetivo otra vez, Dōkoku envía a los monstruos Ayakashi para aterrorizar a los humanos, para que así el río Sanzu se desborde al mundo mortal y le permita desatar toda su furia.[35]
- Dayū Usukawa (薄皮 太夫 Usukawa Dayū?): Es la mano derecha de Dōkoku, y la única con la que él es amable, siempre que ella sepa cual es su sitio y se mantenga obediente y servil. Dōkoku se la lleva tras su renacimiento como Gedōshu, dándole el nombre que usa actualmente y diciéndole que no tiene otro sitio al que ir más que con él. Pero sus orígenes únicos la diferencian de los Gedōshu normales, ya que puede moverse con libertad en el mundo humano. En vida fue Usuyuki (薄雪?), una intérprete de shamisen obsesionada por un hombre llamado Shinza. Desdeñada porque él amaba a otra mujer y no a ella, Usuyuki prendió fuego al edificio donde se celebraba la boda, matándole a él, a su novia, a todos los invitados y a ella misma. Viendo que su amor no fue correspondido hasta el último momento, las emociones de Usuyuki corrompieron su alma y causaron su renacimiento como Dayū. La transformación también la ató forzosamente al shamisen que siempre lleva con ella, creando canciones espeluznantes e inquietantes que calman la ira de Dōkoku. El shamisen también sirve como empuñadura de una espada corta que utiliza en batalla.[36]
- Shitari de los Huesos (骨のシタリ Hone no Shitari?): Es el estratega de los Gedōshu, un demonio con cabeza de calamar armado con una shakujō que esperaba la resurrección de Dōkoku. Shitari ve a los humanos como simples especímenes para sus experimentos para buscar formas de desbordar el Sanzu. También posee textos de la Casa Shiba que usa para aprender sobre el sello colocado sobre Dōkoku.[37]
- Jūzō Fuwa (腑破 十臓 Fuwa Jūzō?): Es un misterioso Gedōshu, considerado por los demás como un lobo solitario, y que aun así parece saber más que Dōkoku sobre el verdadero potencial del río Sanzu. Hace 200 años, Jūzō era un samurái que se ganaba la vida como un asesino, que acabó desencantado por los métodos del bushidō y que disfrutó más del placer de matar a sus oponentes en batalla hasta que ya no pudo sostener una espada. Conoció a Akumaro, quien le proporcionó la katana Uramasa (裏正?) ("Injusticia") para que la usara como quisiera, sin saber que la hoja estaba forjada con las almas de su familia que intentaba liberarle de su sed de sangre. Cuando contrajo una enfermedad mortal, Jūzō entró en el río Sanzu para engañar a la muerte, deshaciéndose de toda la bondad que quedara en su corazón para convertirse en un Gedōnin (外道人?), un medio Gedōshu que puede existir con libertad en los dos reinos y tomar una forma humana. Sin embargo, a diferencia de otros Gedōnin que mueren en pocos años, Jūzō sobrevivió a lo largo de los siglos, y así está condenado con una necesidad insaciable de encontrar un oponente ideal, otro samurái que se haya separado de las enseñanzas del bushidō, para luchar contra él. Así, Jūzō confunde los gritos de tristeza su espada con una necesidad igual por la batalla, creyendo que las almas de su familia han perdido su deseo de detenerle después de que entró en el río Sanzu.[38]
- Akumaro Sujigarano (筋殻 アクマロ Sujigarano Akumaro?): Es un general Gedōshu con seis ojos cuya ambición es ver el Diyu o infierno, y saborear el inmenso sufrimiento que contiene. Un maestro en las artes oscuras, puede crear monstruos llamados Kirigami y teletransportarse a distancias cortas para pillar desprevenidos a sus oponentes. También puede usar sus manos con garras de hierro y kemari como armas. Su modus operandi es preparar planes de largo alcance y consecuencias peligrosas que resulten en la finalización del Urami Gandōgaeshi (裏見がんどう返し?), un hechizo que abra las puertas del infierno.[39]
- Compañía Nanashi (ナナシ連中 Nanashi Renjū?): Son los soldados de campo de los Gedōshu, equipados con varias armas, que pueden entrar en el mundo mortal a voluntad. Hay otro grupo de Nanashi conocidos como la Compañía Ōnanashi (大ナナシ連中 Ōnanashi Renjū?), que son gigantes por naturaleza, con una variación voladora llamada Compañía Ōzora Nanashi (大空ナナシ連中 Ōzora Nanashi Renjū?).[40]

## Episodios
Los episodios de esta temporada se denominan "Actos". Todos los títulos están escritos en Kanji
1. La valerosa aparición de los cinco samuráis (伊達姿五侍 Date Sugata Go Samurai?)
2. La combinación estilizada (極付粋合体 Kiwametsuki Ikina Gattai?)
3. Un concurso de habilidades de exterminio (腕退治腕比 Udetaiji Udekurabe?)
4. Lágrimas nocturnas de simpatía (夜話情涙川 Yowanasake Namidagawa?)
5. El Kabuto Origami (兜折神 Kabuto Origami?)
6. El rey abusivo (悪口王 Waruguchiō?)
7. Pescando Marlin (舵木一本釣 Kajiki Ippontsuri?)
8. Las novias desaparecen misteriosamente (花嫁神隠 Hanayome Kamikakushi?)
9. La rebelión del tigre (虎反抗期 Tora no Hankōki?)
10. La gran combinación celestial (大天空合体 Daitenkū Gattai?)
11. Un conflicto triple (三巴大騒動 Mitsudomoe Ōsōdō?)
12. La primerísima combinación Super Samurai (Shijō Hatsu Chō Samurai Gattai?)
13. Gritos pesados (重泣声 Omoi Nakigoe?)
14. El samurai extranjero (異国侍 Ikoku no Samurai?)
15. El impostor y la detención del verdadero problema (偽物本物大捕物 Nisemono Honmono Ōtorimono?)
16. El poder del Kuroko (黒子力 Kuroko no Chikara?)
17. El Samurai Sushi (寿司侍 Sushi Samurai?)
18. Promoción Samurai (侍襲名 Samurai Shūmei?)
19. Aprendiendo la disposición Samurai (侍心手習中 Samuraigokoro Tenaraichū?)
20. La transformación de Ebi Origami (海老折神変化 Ebi Origami Henge?)
21. Padre e hijo osos (親子熊 Oyakoguma?)
22. Señor Mayordomo (殿執事 Tono Shitsuji?)
23. El Gedōshu alborotador (暴走外道衆 Bōsō Gedōshū?)
24. La verdadera combinación Samurai (真侍合体 Shin Samurai Gattai?)
25. El mundo de los sueños (夢世界 Yume Sekai?)
26. El encuentro definitivo número uno (決戦大一番 Kessen Ōichiban?)
27. Las vidas intercambiadas (入替人生 Irekae Jinsei?)
28. La linterna Samurai (提灯侍 Chōchin Samurai?)
29. La linterna fugitiva (家出提灯 Iede Chōchin?)
30. La academia manipulada (操学園 Ayatsuri Gakuen?)
31. El Kyōryū Origami (恐竜折神 Kyōryū Origami?)
32. El Ushi Origami (牛折神 Ushi Origami?)
33. El gran Rey-Toro (猛牛大王 Mōgyūdaiō?)
34. Amor de padre, inocencia de niña ((親心娘心 Oyagokoro Musumegokoro?)
35. El undécimo Origami, la combinación completa (十一折神全合体 Jūichi Origami Zen Gattai?)
36. El curry Samurai (加哩侍 Karē Samurai?)
37. La épica batalla de pegamento (接着大作戦 Setchaku Daisakusen?)
38. Encuentro con el escuadrón del rifle (対決鉄砲隊 Taiketsu Teppōtai?)
39. La urgentísima emergencia de primeros auxilios (救急緊急大至急 Kyūkyū Kinkyū Daishikyū?)
40. El general se dirige a la primera línea (御大将出陣 Ontaishō Shutsujin?)
41. Las palabras enviadas (贈言葉 Okuru Kotoba?)
42. La ambición de 200 años (二百年野望 Nihyakunen no Yabō?)
43. Un último choque de espadas (最後一太刀 Saigo no Hitotachi?)
44. El 18.º líder de la Casa Shiba (志葉家十八代目当主 Shiba Ke Jūhachidaime Tōshu?)
45. El imitador (影武者 Kagemusha?)
46. El encuentro de choque (激突大勝負 Gekitotsu Ōshōbu?)
47. Lazos (絆 Kizuna?)
48. La decisiva gran batalla final (最後大決戦 Saigo no Daikessen?)
49. Un Samurai Sentai eternamente (侍戦隊永遠 Samurai Sentai Eien ni?)

### Películas
- Samurai Sentai Shinkenger The Movie: The Fateful War (侍戦隊シンケンジャー銀幕版　天下分け目の戦 Samurai Sentai Shinkenjā Ginmakuban Tenkawakeme no Tatakai?): Estrenada el 8 de agosto de 2009[41]
- Samurai Sentai Shinkenger vs. Go-onger: Ginmaku Bang!! (侍戦隊シンケンジャーVSゴーオンジャー銀幕BANG!! Samurai Sentai Shinkenjā Bui Esu Gōonjā Ginmakuban?): Película crossover entre Shinkenger y su serie predecesora Engine Sentai Go-onger. Estrenada el 30 de enero de 2010.[42]
- Samurai Sentai Shinkenger Returns: Special Act (帰ってきた侍戦隊シンケンジャー 特別幕 Kaettekita Samurai Sentai Shinkenjā: Tokubetsu Maku?): Especial para video. Estrenado el 11 de junio de 2010.[43]

## Reparto
- Takeru Shiba: Tori Matsuzaka
- Ryūnosuke Ikenami: Hiroki Aiba
- Mako Shiraishi: Rin Takanashi
- Chiaki Tani: Shogo Suzuki
- Kotoha Hanaori: Suzuka Morita
- Genta Umemori: Keisuke Sohma
- Kaoru Shiba: Runa Natsui
- Hikoma Kusakabe: Gorō Ibuki
- DaiGoyō: Kōichi Tōchika
- Dōkoku Chimatsuri: Rintarō Nishi
- Toshizō Tanba: Kazuyuki Matsuzawa
- Dayū Usukawa: Romi Park
- Shitari de los huesos: Chō
- Jūzō Fuwa: Mitsuru Karahashi
- Akumaro Sujigarano: Ryō Horikawa
- Narrador/Sushi Changer/Inrōmaru: Hironori Miyata

## Temas musicales

### Tema de apertura
- Samurai Sentai Shinkenger (侍戦隊シンケンジャー Samurai Sentai Shinkenjā?)
  - Letra: Shōko Fujibayashi
  - Música: YOFFY
  - Arreglos: Project.R (Kenichiro Ōishi & Psychic Lover)
  - Intérprete: Project.R (Psychic Lover)[44]

### Tema de cierre
- Shirokujimuchū Shinkenger (四六時夢中　シンケンジャー Shirokujimuchū Shinkenjā?, "Sueña 24 horas al día, 7 días a la semana, Shinkenger")
  - Letra: Shōko Fujibayashi
  - Música: Hideaki Takatori
  - Arreglos: Project.R (Hiroaki Kagoshima)
  - Intérprete: Project.R (Hideaki Takatori)[44]